# Alexander Woentin
Alexander Woentin (ur. 3 lipca 2000 w Eksjö) – szwedzki żużlowiec. Wychowanek Vetlandy Speedway.

## Życiorys
Trzykrotny złoty medalista młodzieżowych indywidualnych mistrzostw Szwecji (Avesta 2017, Hallstavik 2019 oraz Målilla 2020). Finalista indywidualnych mistrzostw Szwecji (Målilla 2020 – XIV miejsce).  Brązowy medalista indywidualnych mistrzostw Europy juniorów (Gdańsk 2020). Srebrny medalista Puchar Europy juniorów (Pilzno 2019). Trzykrotny finalista indywidualnych mistrzostw świata juniorów (2017 – 14. miejsce, Pardubice 2020 – 14. miejsce i 2021 – 9. miejsce).
Z Eskilstuną Smederna dwukrotnie zdobył złote medale Drużynowych Mistrzostw Szwecji (2018 i 2019). Był rezerwowym reprezentacji Szwecji podczas Speedway of Nations 2020.
W 2021 r. startował w lidze polskiej w barwach klubu Unii Tarnów. Obecnie jeździ w lidze szwedzkiej dla Dackarny Målilla (od 2022).